# Pierścień z szafirem
Pierścień z szafirem. Opowieść o Macieju z Miechowa – powieść Włodzimierza Barta (pseudonim literacki historyka Stefana Marii Kuczyńskiego) z 1962. Jest to biograficzna powieść historyczna przedstawiająca postać Macieja z Miechowa, renesansowego lekarza, przyrodnika i historyka polskiego.

## Recepcja
Antonina Jelicz ocenia powieść negatywnie. Uznaje, że cechuje się ona wątłą akcją, fabuła jest schematyczna, a postacie nadmiernie wyidealizowane. Zwraca też uwagę na przeładowanie utworu drobiazgowymi informacjami o leczniczych właściwościach ziół i medycynie renesansowej. Wszystko to ma według niej sprawiać, że powieść nie oddaje atmosfery czasów, w których toczy się jej akcja.